# Kōyō Gunkan

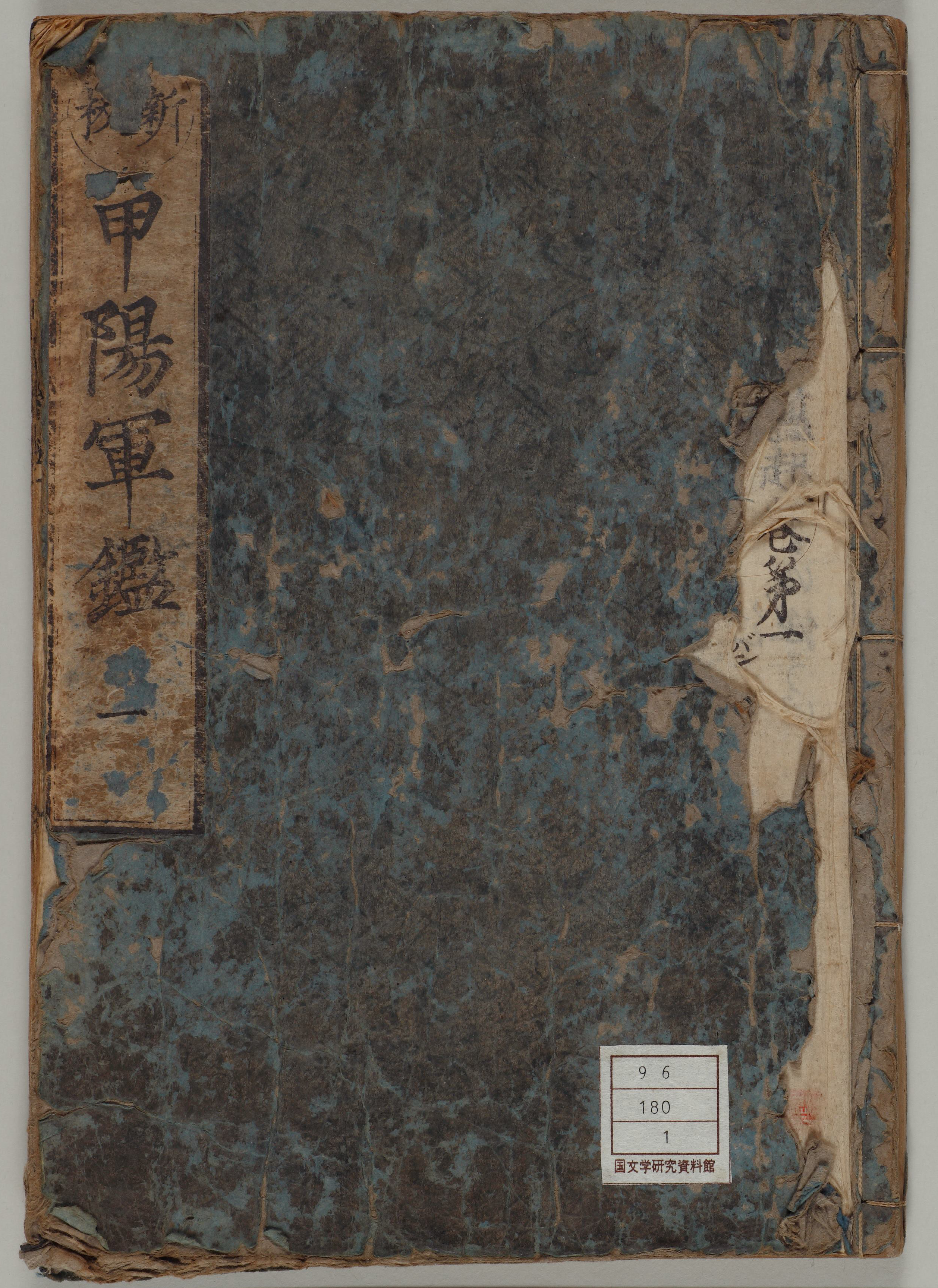
Copertina del libro di Koyo Gunkan

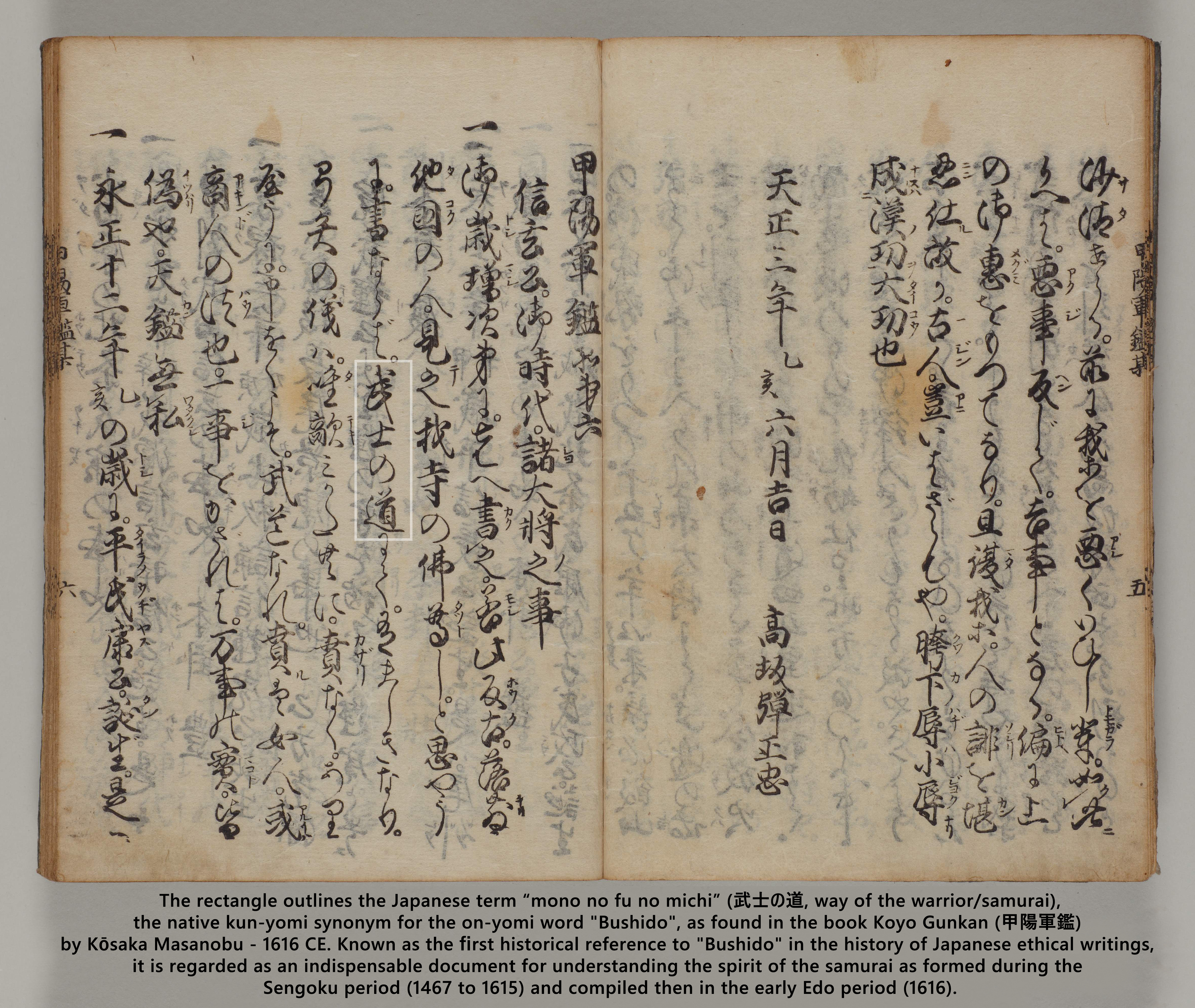
La parola bushido in Koyo Gunkan (1616)

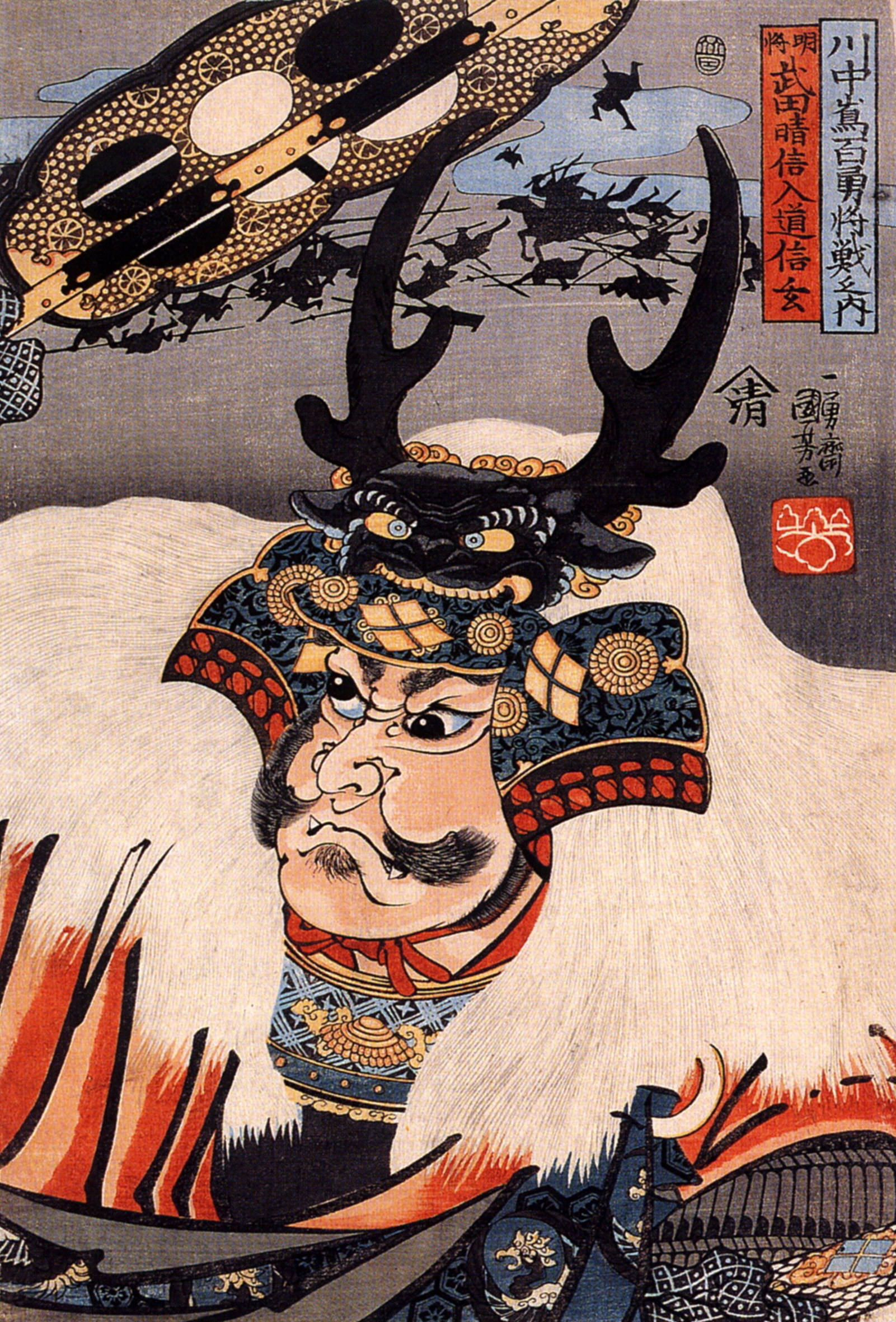
Takeda Shingen, capo del clan Takeda di cui si narra nel Kōyō Gunkan, in una stampa di Utagawa Kuniyoshi.

Kōyō Gunkan (甲陽軍鑑?) è un documento riguardante le gesta militari della famiglia Takeda della provincia di Kai, dalla nascita di Takeda Shingen fino alla morte di suo figlio Katsuyori. L'originale consisteva di 20 rotoli, e si ritiene sia stato compilato in gran parte dal vassallo Takeda Kōsaka Danjō Masanobu; fu completato nel 1616 da Obata Kagenori. La famiglia Obata discendeva dal clan Heike, ed Obata Masamori fu uno dei famosi Ventiquattro generali di Takeda Shingen prima di diventare Signore del castello Kaizu di Shin Shu (l'attuale Nagano). Il figlio di Masamori, Obata Kagenori (1570-1644) passò dalla parte dello shōgun Tokugawa Hidetada, e sotto il servizio di questi completò il famoso Takeda-ryu Koyo Gunkan-sho, lavoro dal quale vide successivamente la luce l'Heihō Okigi-sho, il libro segreto di strategia dei Takeda. In questo libro che viene anche citato per la prima volta il Bushidō.

## Contenuto
Il Kōyō Gunkan contiene le descrizioni ed alcune delle statistiche più dettagliate sulle battaglie durante il periodo Sengoku ancora oggi disponibili, fornendo oltretutto dati precisi sugli esiti di queste. Descrive gli archibugi cinesi utilizzati nella battaglia di Uedahara del 1548, fatto che rese questo campo di battaglia il primo in Giappone nel quale si utilizzarono armi da fuoco. Si narra anche del famoso scontro uno contro uno avvenuto tra Takeda Shingen ed Uesugi Kenshin nella quarta battaglia di Kawanakajima del 1561, in cui Kenshin, dopo aver rotto le linee di Shingen, raggiunse la tenda di comando (honjin) di questi e vi ingaggiò un duello calandogli dieci fendenti con la propria katana. Shingen ricevette 3 colpi sull'armatura e deviò gli altri 7 con il suo gumbai uchiwa  il ventaglio da guerra di ferro, cercando di recuperare la spada. Il luogo dello scontro da quella volta viene chiamato mitachi nana tachi no ato, "luogo delle 3 spade e delle 7 spade". Finalmente un guerriero Takeda di nome Hara Osumi-no-kami riuscì ad intervenire, cercando di colpire Kenshin con la sua lancia, ma la lama venne deviata dall'armatura di questi, mentre l'asta finiva sul dorso del suo cavallo, costringendolo a ritirarsi.
In una sezione, la cronaca riporta il dettaglio dell'intero esercito Takeda nel 1573, elencando tutto da paggi e portatori di bandiere a personale di cucina, veterinari per i cavalli e commissari delle finanze. Secondo il documento, i 33 736 membri dell'esercito Takeda includevano 9 121 cavalieri, 18 242 ausiliari di cavalleria, 884 ashigaru dell'hatamoto shoyakunin (truppe personali del daimyō), ed altri 5 489 ashigaru. Il dettaglio dell'esercito fornisce anche un aspetto interessante nelle gerarchie di seguaci e alleati all'interno di tale forza.
Il Heihō Okigi-sho contenuto nell'opera, è generalmente attribuito al generale Yamamoto Kansuke, un altro dei ventiquattro generali di Takeda Shingen e suo braccio destro, ma è altamente probabile che rappresenti un lavoro successivo strutturato grazie al contributo di Obata e che fu attribuito successivamente a Yamamoto per conferirgli maggiore credibilità; indipendentemente dall'autore è considerato uno dei primi trattati di arti marziali in Giappone, nel quale vengono descritte tecniche, tattiche e strategie, e forniti consigli pratici su come maneggiare spada, lancia, arco ed archibugio, con capitoli speciali dedicati alle tattiche di infiltrazione e le diverse forme di ammanettamento dei prigionieri chiamate hojōjutsu.
Alcune sezioni scritte da Kosaka Masanobu esprimono la sua particolare visione del codice di condotta del guerriero, in relazione ai rapporti tra signore e vassallo. La figura di Shingen è vista come quella del signore ideale e contrasta con quella di suo figlio Takeda Katsuyori, la cui mancanza di abilità nel comando ha portato rapidamente il clan verso il declino
.